# Giochi della XXIV Olimpiade
I Giochi della XXIV Olimpiade (제24회 올림픽경기대회?, Jeisipsahoe Ollimpiggyeong-gidaehoeLR), noti anche come Seul 1988, si sono svolti a Seul, in Corea del Sud, da sabato 17 settembre a domenica 2 ottobre 1988. Fu la prima edizione dei Giochi svoltasi quasi interamente in settembre.
Quest'edizione ha visto la partecipazione di 159 Stati (con le sole esclusioni di Cuba, Etiopia e Corea del Nord) per un totale di circa 8 500 atleti. Ha inoltre segnato l'ingresso degli atleti professionisti, grazie al ritorno del tennis nel programma olimpico. Si annovera inoltre l'inserimento del baseball e del taekwondo tra le discipline dimostrative.
L'evento è stato segnato da casi di doping. Il 24 settembre, il canadese Ben Johnson vince il titolo nei 100 metri piani davanti a Carl Lewis con il tempo record di 9"79: tre giorni dopo, essendo risultato positivo ai test antidoping, viene squalificato dal CIO con l'annullamento della vittoria e del primato.
Le cerimonie, l'atletica leggera e (in parte) l'equitazione si svolgono nello Stadio Olimpico di Seul, dove l'ultima medaglia è vinta da Gelindo Bordin nella maratona. Si assiste soprattutto a grandi exploit in vasca, con le sei medaglie d'oro della tedesca orientale Kristin Otto e le cinque dello statunitense Matt Biondi. Altri protagonisti sono il tuffatore Greg Louganis, la velocista Florence Griffith-Joyner e l'eptatleta Jackie Joyner-Kersee.
L'Unione Sovietica si classifica prima nel medagliere con 132 medaglie (55 ori), precedendo la Germania Est con 102 (37 ori) e gli Stati Uniti con 94 (36 ori).

## Assegnazione
Seul fu scelta per ospitare i XXIV Giochi olimpici estivi il 30 settembre 1981, battendo la città Giapponese di Nagoya. durante l'84ª sessione del CIO tenutasi a Baden-Baden in Germania Ovest.
| Città  | Nazione       | Voti ottenuti |
| ------ | ------------- | ------------- |
| Seul   | Corea del Sud | 52            |
| Nagoya | Giappone      | 27            |

## Sviluppo e preparazione

### Sedi di gara

#### Seul Sport Complex

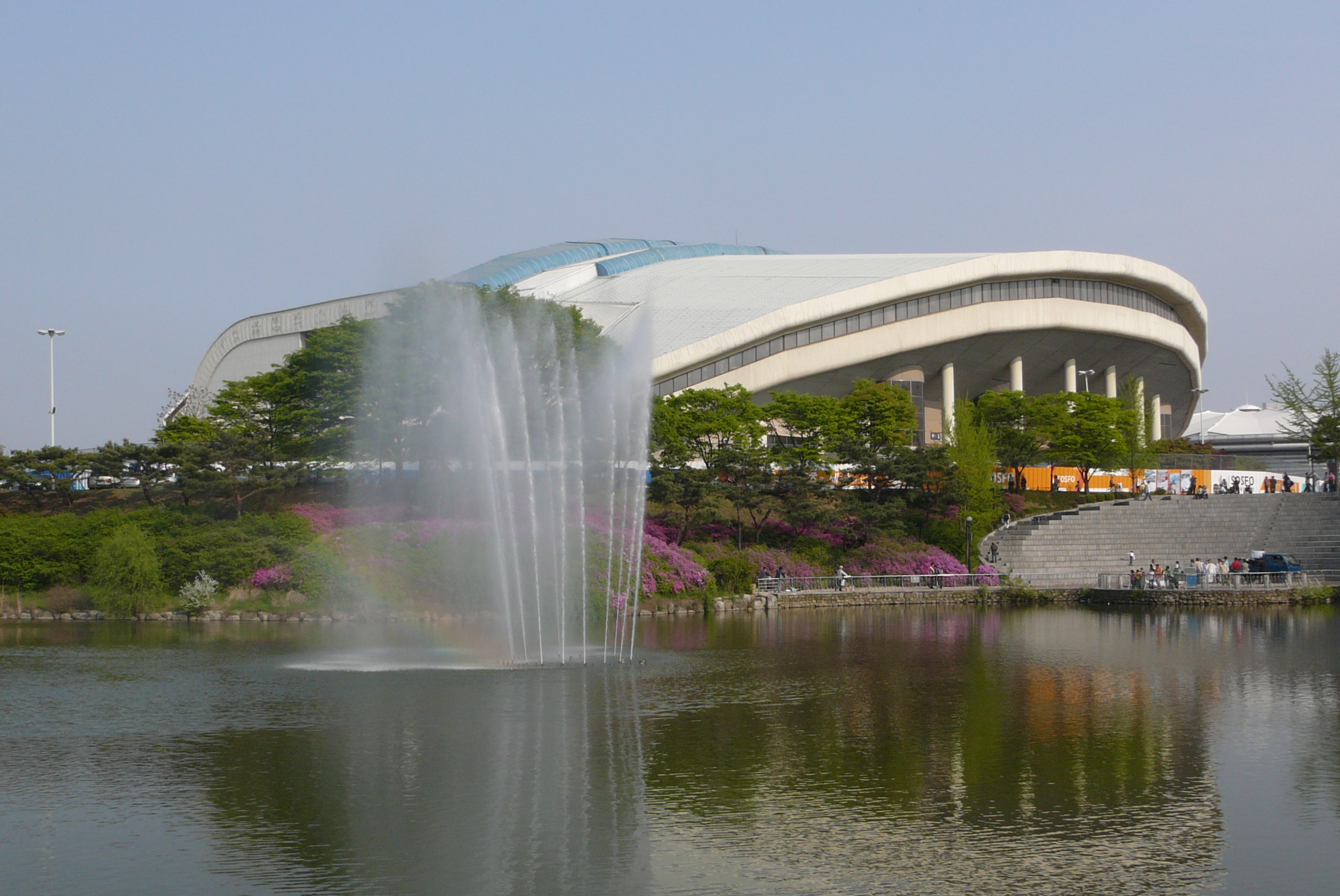
La piscina Jamsil vista dall'esterno

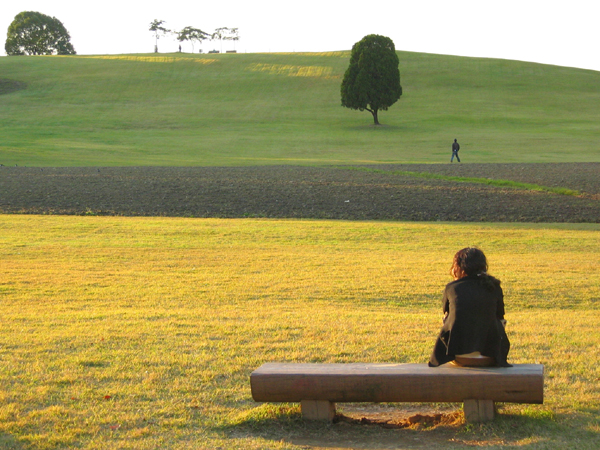
Il parco olimpico di Seul in autunno.

- Stadio Olimpico di Seul[7] (cerimonie di apertira e chiusura, atletica leggera, equitazione (salto finale individuale), calcio)
- Palestra Jamsil[7] (pallacanestro, pallavolo)
- Piscina Jamsil[7] (tuffi, pentathlon moderno (nuoto), nuoto sincronizzato, nuoto, pallanuoto)
- Jamsil Students 'Gymnasium[7] (pugilato)
- Stadio di baseball di Jamsil[7] (baseball)

#### Parco Olimpico di Seul
- Velodromo olimpico di Seul [8] (ciclismo (pista))
- Olympic Weightlifting Gymnasium [8] (sollevamento pesi)
- Olympic Fencing Gymnasium [8] (scherma, pentathlon moderno (scherma))
- Olympic Gymnastics Hall [8] (ginnastica)
- Seoul Olympic Park Tennis Center [8] (tennis)
- Mongchon Tosong [8] (pentathlon moderno)

#### Altre sedi a Seul
- Seoul Race Park (equitazione, pentathlon moderno (equitazione))
- Misari Regatta (fiume Han) [8] (canoa, canottaggio)
- Saemaul Sports Hall [8] (pallavolo)
- Hanyang University Gymnasium [8] (pallavolo)
- Palestra Changchung[7] (judo, taekwondo (dimostrazione))
- Seoul National University Gymnasium (badminton (dimostrazione), tennistavolo)
- Regio Bowling Center[7] (bowling (dimostrazione))
- Dongdaemun Stadium[7] (calcio)
- Campo di tiro con l'arco [7] (Nowon-gu tiro con l'arco)
- Taereung International Shooting Range [7] (pentathlon moderno (tiro), tiri)
- Strade di Seul (atletica leggera (20 km / 50 km marcia, maratona))
- Palestra Jangchung (taekwondo (dimostrazione), judo)

#### Luoghi fuori Seul
- Palestra Sangmu [8] (Seongnam, pugilato)
- Daejeon Hanbat Stadium [7] (Daejeon, calcio)
- Stadio civico di Daegu [7] (Daegu, calcio)
- Busan Gudeok Stadium [7] (Busan, calcio)
- Gwangju Stadiìum [7] (Gwangju, calcio)
- Suwon Gymnasium [8] (Suwon, Pallamano)
- Seongnam Stadium [7] (Seongnam, Hockey su prato)
- Busan Yachting Center [8] (Busan, vela)
- Tongillo Road Course (ciclismo)

### Simboli

#### Mascotte
La mascotte ufficiale per l'estate 1988 dei Giochi Olimpici è stata Hodori. Stilizzazione di una tigre disegnata da Kim Hyun, raffigura un'amichevole tigre dell'Amur, raffigurante le tradizioni cordiali e ospitali del popolo coreano. Hodori nella versione femminile è stata chiamata Hosuni.
Il nome è stato scelto da un sondaggio popolare, con 2.295 voti favorevoli. Si tratta di un nome composto da Ho, che deriva dalla parola coreana per la "tigre" (horangi), e Dori, che è un diminutivo di "ragazzi" in coreano.

## I Giochi

### Paesi partecipanti

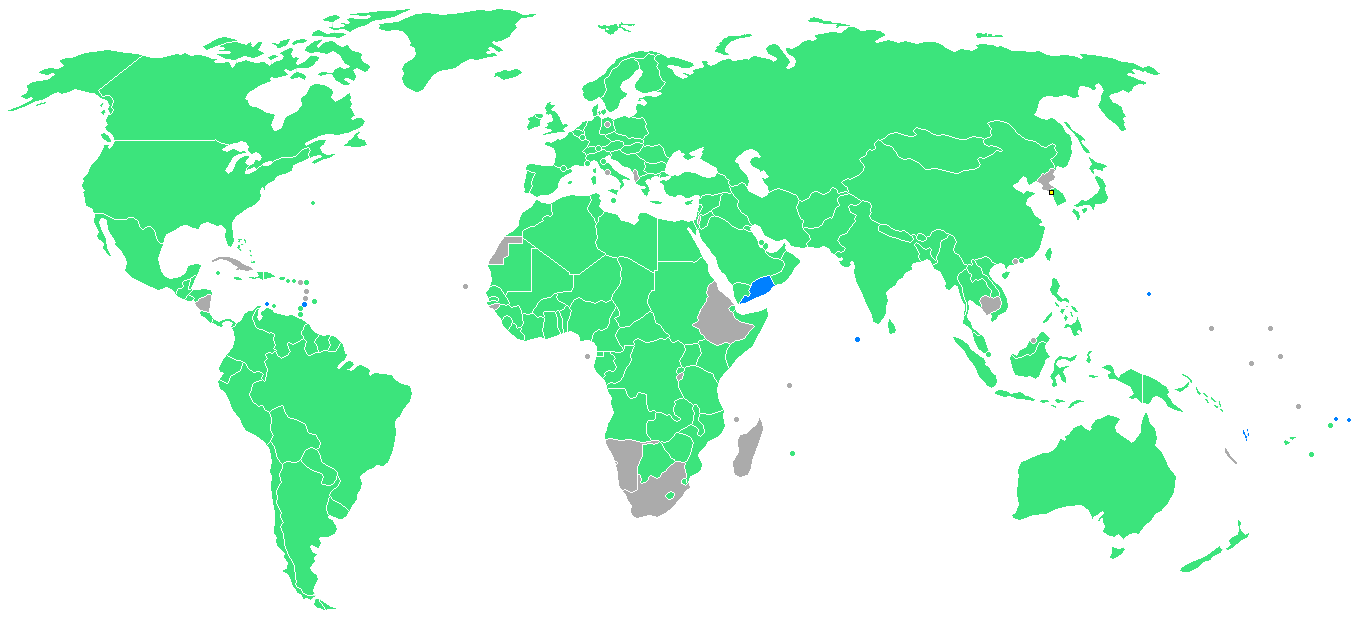
Nazioni partecipanti (verdi), boicottatrici (grigie) e alla prima partecipazione olimpica (blu).

#### Boicottaggio
In preparazione per i Giochi olimpici del 1988, il Comitato Olimpico Internazionale lavorò per evitare un altro boicottaggio olimpico dal Blocco orientale come era accaduto nei precedenti Giochi olimpici di Los Angeles. Ciò fu reso però più difficile sin dalla scelta della nazione ospitante: i rapporti diplomatici infatti tra la Corea del Sud e i paesi comunisti vicini come la Cina, l'URSS e l'acerrima rivale, la Corea del Nord, non erano buoni. Per questo motivo intervenne il presidente del CIO Juan Antonio Samaranch, che si impegnò per la partecipazione di questi paesi. Così, durante l'Assemblea dei Comitati Nazionali Olimpici a Città del Messico nel novembre 1984, al termine degli accordi con l'Unione Sovietica, la Germania Est e gli altri principali paesi comunisti, che si impegnavano a partecipare nuovamente ai Giochi, sembrava essersi trovata una soluzione definitiva al problema.
Nel 1985, però, la Corea del Nord pretese di organizzare, assieme alla Corea del Sud, i giochi olimpici. Così l'8 e il 9 gennaio 1986 a Losanna, in Svizzera, il presidente del CIO incontrò in una riunione i Comitati Olimpici delle due Coree. La Corea del Nord pretese che 11 dei 23 sport olimpici in programma fossero effettuati sul suo territorio, e chiese anche un'organizzazione speciale delle due cerimonie di apertura e chiusura. Sarebbero dovuti essere creati inoltre un comitato organizzatore congiunto e una squadra unita. Le trattative proseguirono, ma non ebbero successo. Il CIO non riuscì a soddisfare le esigenze della Corea del Nord, che boicottò in risposta i Giochi olimpici, seguita da Cuba, Nicaragua ed Etiopia. L'Albania e le Seychelles non parteciparono, ma, al fine di evitare sanzioni da parte del CIO, non definirono la loro assenza un boicottaggio. La partecipazione del Madagascar fu inizialmente prevista per la cerimonia di apertura di 160 nazioni. Tuttavia, il paese aderì all'ultimo minuto al boicottaggio della Corea del Nord.
Ai giochi di Seul 1988 presero quindi parte 159 nazioni. Aruba, Samoa, Brunei, le Isole Cook, Guam, le Maldive, Vanuatu, Saint Vincent e Grenadine e lo Yemen del sud parteciparono per la prima volta a un'edizione dei Giochi olimpici. Per lo Stato arabo sarà anche l'ultima poiché due anni dopo si unirà con lo Yemen del nord sotto il nome di Yemen. Anche per la Germania questa fu l'ultima partecipazione separata in Germania Est e Germania Ovest. Infine, fu l'ultima partecipazione per l'Unione Sovietica, che da lì a tre anni si dissolse, e nel 1992 tutti i paesi ex sovietici (ad eccezione delle Repubbliche Baltiche) parteciparono con il nome di Squadra Unificata.
Di seguito l'elenco ufficiale delle nazioni partecipanti (tra parentesi il numero di atleti per delegazione):
- Afghanistan (5)
- Algeria (46)
- Andorra (3)
- Angola (29)
- Antigua e Barbuda (16)
- Antille Olandesi (3)
- Arabia Saudita (14)
- Argentina (125)
- Aruba (8)
- Australia (295)
- Austria (88)
- Bahamas (17)
- Bahrein (11)
- Bangladesh (6)
- Barbados (31)
- Belgio (65)
- Belize (10)
- Benin (7)
- Bermuda (13)
- Birmania (2)
- Bhutan (3)
- Bolivia (7)
- Botswana (8)
- Brasile (171)
- Bulgaria (186)
- Burkina Faso (6)
- Camerun (15)
- Canada (379)
- Cecoslovacchia (171)
- Ciad (6)
- Cile (18)
- Cina (293)
- Cipro (9)
- Colombia (43)
- Congo-Brazzaville (9)
- Corea del Sud (467)
- Costa d'Avorio (32)
- Costa Rica (16)
- Danimarca (92)
- Ecuador (26)
- Egitto (54)
- El Salvador (6)
- Emirati Arabi Uniti (12)
- Figi (24)
- Filippine (33)
- Finlandia (79)
- Francia (309)
- Gabon (3)
- Gambia (7)
- Germania Est (291)
- Germania Ovest (404)
- Ghana (18)
- Giamaica (35)
- Giappone (289)
- Gibuti (7)
- Giordania (9)
- Gran Bretagna (369)
- Grecia (58)
- Grenada (6)
- Guam (20)
- Guatemala (30)
- Guinea (8)
- Guinea Equatoriale (6)
- Guyana (8)
- Haiti (4)
- Honduras (7)
- Hong Kong (49)
- India (46)
- Indonesia (31)
- Iran (27)
- Iraq (31)
- Irlanda (65)
- Islanda (32)
- Isole Cayman (8)
- Isole Cook (6)
- Isole Salomone (7)
- Isole Vergini Americane (26)
- Isole Vergini Britanniche (3)
- Israele (19)
- Italia (287)
- Jugoslavia (157)
- Kenya (77)
- Kuwait (31)
- Laos (6)
- Lesotho (6)
- Libano (8)
- Liberia (8)
- Libia (6)
- Liechtenstein (12)
- Lussemburgo (8)
- Malawi (31)
- Malaysia (13)
- Maldive (7)
- Mali (6)
- Malta (9)
- Marocco (27)
- Mauritania (6)
- Mauritius (8)
- Messico (98)
- Monaco (9)
- Mongolia (28)
- Mozambico (6)
- Nepal (18)
- Nuova Zelanda (93)
- Niger (8)
- Nigeria (77)
- Norvegia (79)
- Oman (13)
- Paesi Bassi (192)
- Pakistan (31)
- Panama (6)
- Papua Nuova Guinea (12)
- Paraguay (10)
- Perù (22)
- Polonia (152)
- Portogallo (68)
- Porto Rico (70)
- Qatar (12)
- Rep. Centrafricana (16)
- Rep. Dominicana (16)
- Romania (64)
- Ruanda (6)
- Saint Vincent e Grenadine (7)
- Samoa (11)
- Samoa Americane (6)
- San Marino (11)
- Senegal (22)
- Sierra Leone (15)
- Singapore (8)
- Siria (16)
- Somalia (7)
- Spagna (269)
- Sri Lanka (6)
- Stati Uniti (616)
- Sudan (8)
- Suriname (6)
- Svezia (209)
- Svizzera (109)
- Swaziland (11)
- Taipei cinese (90)
- Tanzania (10)
- Thailandia (16)
- Togo (6)
- Tonga (6)
- Trinidad e Tobago (6)
- Tunisia (41)
- Turchia (50)
- Uganda (25)
- Ungheria (203)
- Unione Sovietica (514)
- Uruguay (14)
- Vanuatu (6)
- Venezuela (18)
- Vietnam (10)
- Yemen del Nord (11)
- Yemen del Sud (8)
- Zaire (18)
- Zambia (31)
- Zimbabwe (31)

### Discipline
| Disciplina         | Disciplina           | Maschile | Femminile | Misti | Totali |
| ------------------ | -------------------- | -------- | --------- | ----- | ------ |
| Atletica leggera   | Atletica leggera     | 24       | 18        |       | 42     |
| Calcio             | Calcio               | 1        |           |       | 1      |
| Canoa/kayak        | Canoa velocità       | 9        | 3         |       | 12     |
| Canoa/kayak        | Totale               | 9        | 3         |       | 12     |
| Canottaggio        | Canottaggio          | 8        | 6         |       | 14     |
| Ciclismo           | Ciclismo su pista    | 5        | 1         |       | 6      |
| Ciclismo           | Ciclismo su strada   | 2        | 1         |       | 3      |
| Ciclismo           | Totale               | 7        | 2         |       | 9      |
| Equitazione        | Concorso completo    |          |           | 2     | 2      |
| Equitazione        | Dressage             |          |           | 2     | 2      |
| Equitazione        | Salto ostacoli       |          |           | 2     | 2      |
| Equitazione        | Totale               |          |           | 6     | 6      |
| Ginnastica         | Ginnastica artistica | 8        | 6         |       | 14     |
| Ginnastica         | Ginnastica ritmica   |          | 1         |       | 1      |
| Ginnastica         | Totale               | 9        | 7         |       | 16     |
| Hockey su prato    | Hockey su prato      | 1        | 1         |       | 2      |
| Judo               | Judo                 | 7        |           |       | 7      |
| Lotta              | Lotta libera         | 10       |           |       | 10     |
| Lotta              | Lotta greco-romana   | 10       |           |       | 10     |
| Lotta              | Totale               | 20       |           |       | 20     |
| Pallacanestro      | Pallacanestro        | 1        | 1         |       | 2      |
| Pallamano          | Pallamano            | 1        | 1         |       | 2      |
| Pallavolo          | Pallavolo            | 1        | 1         |       | 2      |
| Pentathlon moderno | Pentathlon moderno   | 2        |           |       | 2      |
| Pugilato           | Pugilato             | 12       |           |       | 12     |
| Scherma            | Scherma              | 6        | 2         |       | 8      |
| Sollevamento pesi  | Sollevamento pesi    | 10       |           |       | 10     |
| Sport acquatici    | Nuoto                | 16       | 15        |       | 31     |
| Sport acquatici    | Nuoto sincronizzato  |          | 2         |       | 2      |
| Sport acquatici    | Pallanuoto           | 1        |           |       | 1      |
| Sport acquatici    | Tuffi                | 2        | 2         |       | 4      |
| Sport acquatici    | Totale               | 19       | 19        |       | 38     |
| Tennis             | Tennis               | 2        | 2         |       | 4      |
| Tennistavolo       | Tennistavolo         | 2        | 2         |       | 4      |
| Tiro               | Tiro                 | 7        | 4         | 2     | 13     |
| Tiro con l'arco    | Tiro con l'arco      | 2        | 2         |       | 4      |
| Vela               | Vela                 | 3        | 1         | 4     | 8      |
| Totale (31 sport)  | Totale (31 sport)    | 153      | 72        | 12    | 237    |

## Medagliere
Paese ospitante
| Pos. | Paese            | Oro | Argento | Bronzo | Totale |
| ---- | ---------------- | --- | ------- | ------ | ------ |
| 1    | Unione Sovietica | 55  | 31      | 46     | 132    |
| 2    | Germania Est     | 37  | 35      | 30     | 102    |
| 3    | Stati Uniti      | 36  | 31      | 27     | 94     |
| 4    | Corea del Sud    | 12  | 10      | 11     | 33     |
| 5    | Germania Ovest   | 11  | 14      | 15     | 40     |
| 6    | Ungheria         | 11  | 6       | 6      | 23     |
| 7    | Bulgaria         | 10  | 12      | 13     | 35     |
| 8    | Romania          | 7   | 11      | 6      | 24     |
| 9    | Francia          | 6   | 4       | 6      | 16     |
| 10   | Italia           | 6   | 4       | 4      | 14     |